# Strada statale 68 di Val Cecina
Die Strada Statale 68 (SS 68) war eine italienische Staatsstraße, die 1928 zwischen der SS 1 bei Cecina und der SS 2 bei Poggibonsi festgelegt wurde. Sie geht auf keine der 1923 festgelegten Strada nazionale zurück. Wegen ihrer Führung durch das Tal des Cecina erhielt die SS 68 den namentlichen Titel "di Val Cecina". Ihre Länge betrug 71,5 Kilometer. 2001 erfolgte die Abstufung zur Regionalstraße, der heutigen Strada regionale 68 di Val Cecina (SR 68).